# Michael Brungardt
Michael Brungardt (* 1875 im Wolgagebiet; † nach 1935) war ein deutsch-russischer römisch-katholischer Geistlicher und Märtyrer. 

## Leben
Michael Brungardt stammte aus einer wolgadeutschen Familie des Bistums Tiraspol. Er besuchte das Priesterseminar in Saratow und wurde 1898 zum Priester geweiht. Die Stationen seines Wirkens waren Mariental, Marienberg, Streckerau, Husaren/Jelschanka, Vollmer, Pfeiffer und Hildmann/Panowka. Nach einer ersten Vorladung durch die Bolschewisten 1930 wurde er 1935 erneut festgenommen und diesmal in Odessa zu einer Haftstrafe verurteilt. Seitdem ist er verschollen.

## Gedenken
Die Römisch-katholische Kirche in Deutschland nahm Pfarrer Michael Brungardt als Märtyrer in das deutsche Martyrologium des 20. Jahrhunderts auf.